# Natasha (film)
Natasha is een Britse erotische thriller- en misdaadfilm uit 2007.

## Verhaal
De Russische stripteasedanseres Natasha arriveert in het slaperige stadje Little Haven in Engeland. Met haar verleidelijke charme, opgewekte glimlach en prachtige lichaam brengt ze iedereen in Little Haven het hoofd op hol. Echter Natasha is uit Rusland gevlucht nadat ze getuige was van de moord op haar baas door de Russische maffia. Als ze achter haar schuilplaats komen, loopt iedereen in Little Haven gevaar. Natasha staat voor een dilemma: vluchten of terugvechten?

## Rolverdeling
- Algina Lipskis ... Anna Vornikova / Natasha (als Aligina Lipskis)
- Sheyla Shehovich ... Rechercheur Petra Olescova
- Ivan Marevich ... Victor Demarkov
- Jenna Harrison ... Christine Loomis
- Richard Lintern ... John Loomis
- Serena Gordon ... Jan Loomis
- Joseph O'Malley ... Robbie Loomis
- Eva Pope ... Elaine
- Simon D'Arcy ... Coach Matthew Nash
- Mary Jo Randle ... Carol
- Stephanie O'Rourke ... Heather
- Emrhys Cooper ... Henry
- Ben Szoradi ... Richard
- Alan O'Silva ... Nikolai Vetski (als Alin Olteanu)
- Elena-Cristina Marchisano ... Natasha Karopinka (als Cristina Chirila)
- Mihai Razus ... Ivan
- Richard Fry ... Dmitri
- Adrian Pintea ... Romanov
- Florian Ghimpu ... Micah
- Gelu Nitu ... Boris
- Alina Dutá ... Eerste paaldanseres